# 수산화 알루미늄
수산화 알루미늄(aluminium hydroxide, Al(OH)3, ATH)은 알루미늄의 양쪽성 수산화물이다. 자연 상태에서는 깁사이트 광물과 다음과 같은 세 개의 드문 다형체 형태로 존재한다: bayerite(바이어라이트), doyleite, nordstrandite. 가장 관련이 있는 물질이 AlO(OH)와 산화 알루미늄 Al2O3이며 물의 손실에 대해서만 차이가 있다.